# Partitio terrarum imperii Romaniae

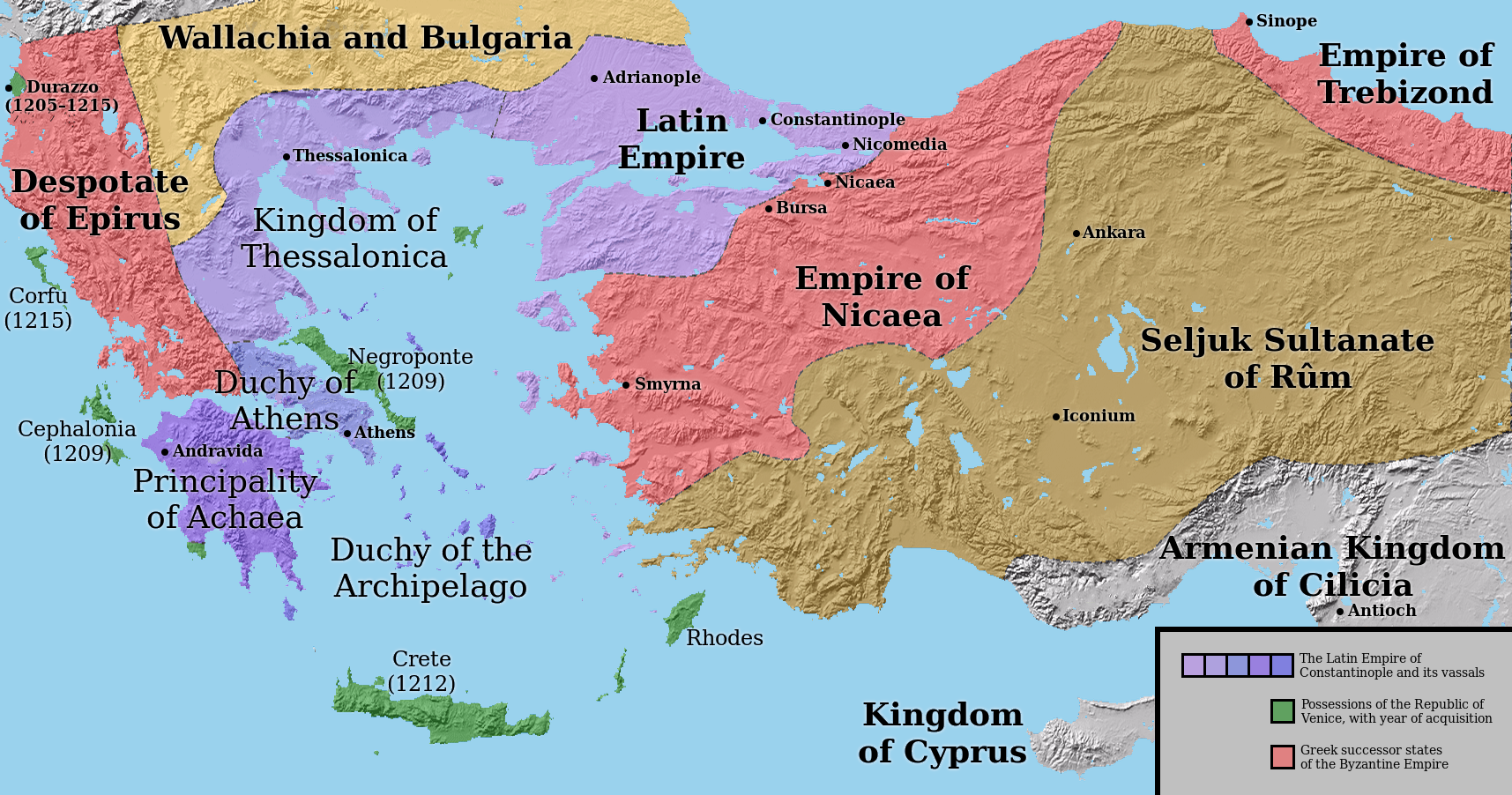
Раздел Византийской империи.

Partitio terrarum imperii Romaniae (с лат. — «Раздел земель Римской империи»), или Partitio regni Graeci («Раздел царства греков») — договор 1204 года, подписанный между крестоносцами Четвёртого крестового похода после разграбления византийской столицы Константинополя. Венецианская республика была крупнейшим титульным бенефициаром. Так как крестоносцы фактически не контролировали большую часть империи, местная греческая знать основала ряд государств-преемников (Никейская империя, Трапезундская империя и Эпирский деспотат), из-за чего большая часть объявленного крестоносцами раздела никогда не была реализована. Установленная договором Латинская империя просуществовала до 1261 года, когда Никейская империя отвоевала Константинополь и восстановила Византию. Различные государства крестоносцев на юге Греции и Эгейском архипелаге просуществовали гораздо дольше, пока не были завоёваны греками и османами в XIV и XV веках.

## Предыстория
В марте 1204 года, незадолго до взятия Константинополя, крестоносцы заранее договорились о разделе византийских территорий между собой. Этот текст, заключённый между главными руководителями крестового похода, дожем Венеции Энрико Дандоло, маркизом Бонифаций Монферратским, графом Болдуином Фландрским и графом Людовиком I Блуаским, сохранился среди писем папы Иннокентия III. Согласно его положениям, венецианцы сохранят свои прежние дарованные византийскими императорами привилегии, а общий комитет, состоящий из равного числа венецианцев и крестоносцев, изберёт императора Латинской империи, которая будет создана после завоевания города. Латинский император получит четверть всех территорий, а также Влахернский дворец и Вуколеон. Остальные три четверти византийских территорий будут разделены поровну между Венецией и другими крестоносцами. 9 мая Балдуин был избран латинским императором вместо предыдущего лидера крестового похода Бонифация Монферратского. По словам крестоносца и летописца Жоффруа де Виллардуэна, по предварительному соглашению Бонифаций должен был получить лежащие за Босфором и Мраморным морем «в сторону Турции» территории, а также «Греческий остров». Однако, чтобы успокоить Бонифация, Болдуин согласился вместо этого передать ему Фессалоникское королевство.
Обнародованное в конце сентября — начале октября 1204 г. (по мнению В. Хейда, Дионисия Закитиноса и А. Кариле) или (по Николаосу Икономидесу) сразу после разграбления в апреле-мае 1204 г. Соглашение было составлено комитетом из 24 человек, состоящим из 12 венецианцев и 12 лидеров крестоносцев. Венецианцы сыграли важную роль в судебном разбирательстве, поскольку они знали местность из первых рук, и многие положения окончательного текста можно проследить до императорского подаренного Венеции в 1198 г. императором Алексеем III Ангелом хрисовула. Это дало латинскому императору прямой контроль над одной четвертью бывшей византийской территории, Венеции — три восьмых, включая три восьмых города Константинополя с собором Святой Софии, а оставшиеся три восьмых были распределены между другими вождями крестоносцев. В результате Венеция стала главной силой в Латинской Романии, что иллюстрировалось полученным её дожем титулом Dominator quartae et dimidiae partis totius Romaniae («Владыка четверти с половиной всей Романии»).
Договор сохранился в ряде рукописей, все из Венеции: Liber Albus (fols. 34ff.), Liber Pactorum (Vol. I, fols. 246ff. and Vol. II, fols. 261ff.), Codex Sancti Marci 284, folio 3, and the Muratorii codices Ambrosiani I and II. Первое критическое издание договора было опубликовано в сборнике венецианских дипломатических документов, составленном Готлибом Тафелем и Георгом Томасом для Императорской академии наук в Вене в 1856 г., а А. Кариле опубликовал обновлённое издание с полным комментарием в 1965 году.

## Раздел территорий
According to the treaty’s provisions, the territories were divided in the portion of the «Lord Doge and Commune of Venice» (pars domini Ducis et communis Venetiae), the portion of the Latin Emperor (pars domini Imperatoris), and the remainder as the portion of the Crusaders, or «pilgrims» (pars Peregrinorum).
| Латинский текст | Перевод | Раздел            | Регион | Комментарий |
| --- | --- | ----------------- | --- | --- |
| Civitas Archadiopoli. Missini. Bulgarofigo. (Pertinentia Archadiopoli). | города Аркадиополь, Месене, Булгарофигон, формировавшие эпискепсис Аркадиополь | Венеция           | Восточная Фракия | Эти места упомянуты в хрисовуле 1198 г. как часть эпискепсисов Мессене, Аркадиополь и Булгарофигон. |
| Pertinentia Putis/Pucis et Nicodimi | эпискепсис Поутза и «Никодими» | Венеция           | Восточная Фракия | «Никодими» не установлен; Карлайл считал его городом и епископством Ника. |
| Civitas Heraclee/Yraclee. | город Гераклея-Перинф | Венеция           | Восточная Фракия | |
| Pertinentia Chalkidos, cum civitate Rodosto et Panido, cum omnibus, que sub ipsis. | эпискепсис Халкида с городами Райдест и Паниодос с зависимыми поселениями | Венеция           | Восточная Фракия | |
| Civitas Adrianopoli cum omnibus, que sub ipsa. | город Адрианополь с зависимыми поселениями | Венеция           | Восточная Фракия | |
| Pertinentia Gani. | эпискепсис Ганос | Венеция           | Восточная Фракия | |
| Casale Chortocop[l]i. Casalia Chotriki, Kerasea, Miriofitum. | поселения Хортокопейон, Чортрики, Керасия и Мириофитон. | Венеция           | Восточная Фракия | известна из датируемого серединой XI в. документа с Афона, точное местонахождение неизвестно. Вероятно, он располагался к востоку от Апроса, на пересечении дорог, ведущих из Галлиполи в Адрианополь и из Кипселы в Рэдестос. Чотрики (Χοτρικί) в остальном не засвидетельствовано, возможно, идентично Хоре. |
| Pertinentia Peristasi. | эпискепсис Перистасида | Венеция           | Восточная Фракия | |
| Pertinentia Brachioli. | эпискепсис Бранхиалон | Венеция           | Восточная Фракия | Местоположение не установлено, но должно находиться рядом с современным Инджебуруном. Упоминается в хрисовуле 1198 г., каталанском портолане ок. 1200 г. и более поздниъх византийских источниках. |
| Casalia de Raulatis et Examilii. Emporium Sagudai. | поселения Раулатон, Гексамилион, и Сагудаус | Венеция           | Фракийские Херсонес | Местонахождение Раулатон (χωρίον τῶν Ῥαουλάτων) очно не установлено, вероятно, недалеко от Гексамилиона у подножия Фракийского Херсонеса (полуостров Галлиполи). Его имя, вероятно, относится к семье Раулей. Местоположение поселения (эмпориона) Сагудаус (Σαγουδάους) Сагудаус (Σαγούδη) описывается как порт и склад в 1152 г. . Его местонахождение неясно, но, должно быть, оно находилось в северной части полуострова Галлиполи или недалеко от Эноса. . |
| Pertinentia Gallipoli | эпискепсис Каллиполис | Венеция           | Фракийский Херсонес | |
| Lazu et Lactu | Лазу и Лакту | Венеция           | Восточная Фракия | Не идентифицированы; по расположению в тексте должны были быть рядом с Каллиполисом. |
| Pertinentia de Muntimanis et Sigopotamo, cum omnibus, que sub ipsis. | эпискепсис Маунтиманой и реки Сигос с их зависимостями | Венеция           | The ἐπίσκεψις τῶν Μουντιμάνων нигде не упоминается, но, вероятно, располагался на юге Фракийского Херсонеса. Река Сигос, вероятно, отождествляется с современным Кавакальты Дере или, что менее вероятно, с Чешме Дере на юге полуострова Галлиполи. | |
| Provintia Lakedemonie, micra et megali episkepsis, i.e. parva et magna providentia. Kalabrita. | провинция Лакедемония, малый и большой эпискепсис в ней, а также город Калаврита | Венеция           | Пелопонесс | О провинции Лакедемония ничеего не известно, но, очевидно, она эквивалентна области Лакония. |
| Ostrovos. | город Островос | Венеция           | Западная Македония | Скорее всего, одноименный город в Македонии, но также, возможно, на Пелопоннессе было одноимённый город.. |
| Oreos. Caristos. | города Орей и Каристос | Венеция           | Эвбея | Каристос упомянут в хрисовулле 1198 г., в Ореосе располагался епископский престол.. |
| Andrus. | остров Андрос | Венеция           | Киклады | |
| Egina et Culuris. | острова Эгина и Саламин | Венеция           | Сароникос | Острова сильно обеднели и стали пристанищем для пиратов.. |
| Zachintos et Kefalinia. | острова Закинф и Кефалиния | Венеция           | Ионийские острова | Кефалония и Закинф были захвачены уже во время последнего норманнского вторжения в 1185 году, и обычно считается, что с тех пор они образовали пфальцграфство, первоначально под управлением Маргарита из Бриндизи, а в 1204 году им правил Матфей Орсини.. Однако правление Орсини основано не на документальных свидетельствах, а на предположениях Карла Хопфа. А. Кизеветтер предполагает, что тот, возможно, взял под свой контроль острова в 1206 г. у византийцев, которые обили их после смерти Бриндизи. |
| Provintia Colonie Conchilari. Canisia. | провинция Колонея, Хлеренон и Канина | Венеция           | Эпир | Тафель и Томас предложили ряд исправлений и идентификаций для «Colonie cum Cycladibus. Nisia.», где «Colonie» возможно является ссылкой на храм Посейдона в Сунионе (после чего гора Сунион стала известна как Capo Colonne), «Cycladibus» относится к Кикладам, а «Nisia» — к острмоу Наксос. Это было отвергнуто Т. Менке и Жан Лонгнон, которые изменили текст следующим образом: «Provintia Colonie cum Chilari, Canisia», то есть Колония в Эпире, Кьяри и Коница, в то время как Дионисий Закитинос предложил отождествить «Chilari» с Хлереноном, и «Canisia» — с Каниной. |
| Pertinentia Lopadi. | эпискепсис «Лопади» | Венеция           | Север Малой Азии (?) или Эгейские острова | Тафель и Томас предложили идентифицировать Лопади как остров Левиты, но, согласно Закитину, в равной степени вероятно, что это относится к Лопадиону в Мисии, в хризобулле 1198 г. упомянутому как эпискепсис, поскольку части текста, очевидно, были перемещены так, что они больше не соответствуют своему первоначальному расположению из-за географической близости.. Однако Карил считает отождествление с Лопадионом менее вероятным. |
| Orium Patron et Methonis, cum omnibus suis, scilicet pertinentiis de Brana. Pertinentia de Cantacuzino, et cum villis Kyreherinis, filie Imperatoris Kyrialexii, cum villis de Molineti, de Pantocratora, et de ceteris monasteriorum, sive quibusdam villis, que sunt in ipsis, scilicet de micra et megali episkepsi, i.e. parva et magna pertinentia. | Горион Патры и Мефоны с его зависимостями, а именно поместьями Вранов и Кантакузинов, имениями дочери императора Алексея III Ирины, и поместьями «Молинети», «Пантократор» и другими монастырями. | Венеция           | Пелопонесс | Горион Патры и Мефоны, вероятно, занимал всю западную половину Пелопоннеса. Название «Молинети», очевидно, связано с ветряными мельницами; этому соответствуют два средневековых места, оба в современной Пилии. . Расположение «Пантократора» не известны. |
| Nicopolla, cum pertinentia de Arta, de Achello, de Anatolico, de Lesianis, et de ceteris archondorum et monasteriorum. | Фема Никополис с эпискепсисами Арты и Ахелооса, Анатолика, Леисаны, «и других архонтов и монастырей»                                                                                              | Венеция           | Эпир | «Другие архонты» скорее всего упомянуты в хрисовуле 1198 г. и являются представителями правящей императорской династии Ангелов: «самые удачливые» севастократоры и цезари, дочери императора Алексея III и августы (Ефросиньи Дукини Каматиры). |
| Provintia Dirachii et Arbani, cum chartolaratis de Glavinitza, de Bagenetia. | Провинция Диррахий и Арберия, с хартоуларами Главиница и Вагенетия | Венеция           | Эпир | Диррахий был оккупирован Венецией в 1205 году и стал центром недолговечного «герцогства Дураццо». |
| Provintia de Gianina. Provintia Drinopoli. | провинция Янина и Дриинополь | Венеция           | Эпир | |
| Provintia Achridi. | провинция Охрид | Венеция           | Западная Македония | |
| Leukas et Coripho. | острова Лефкада и Корфу | Венеция           | Ионийские острова | |
| A Porta aurea et Blachernali et occidentali Steno usque ad Midiam et Agathopoli. Similiter et ab ipsa civitate Vizoi usque ad Zurlo et Theodoropoli | от Золотых ворот и Влахерны и западного берега Босфора, до Мидии и Ахтопола на побережье Чёрного моря. Также от Бизье до Цираллума и Феодорополиса на Мраморном море                              | Латинская империя | Восточная Фракия | Упомянутые в начале пункты определяют окружность Константинополя от главных церемониальных ворот в юго-западной части сухопутных стен до северо-западного квартала Влахерны на берегу Золотого Рога и «узких мест» (Стенона) Босфора. |
| Provintia Optimati. | провинция Оптиматы | Латинская империя | Север Малой Азии | Фема Оптиматы охватывала ближайшую к Константинополю часть Малой Азии, столица была в Никомидии. Упоминание её отдельно от Никомидии в 1204 году может быть результатом путаницы латинских авторов, но и остальная часть Partitio, и хризовулл 1198 года указывают на разделение провинции где-то в XII веке на более мелкие округа. В 1198 году упоминается отдельная «провинция Месофиния» вместе с «провинцией Никомидии», которая отсутствует в 1204 г.. |
| Provintia Nicomidie. | провинция Никомедия | Латинская империя | Север Малой Азии | Фема Оптиматы охватывала ближайшую к Константинополю часть Малой Азии, столица была в Никомидии. Упоминание её отдельно от Никомидии в 1204 году может быть результатом путаницы латинских авторов, но и остальная часть Partitio, и хризовулл 1198 года указывают на разделение провинции где-то в XII веке на более мелкие округа. В 1198 году упоминается отдельная «провинция Месофиния» вместе с «провинцией Никомидии», которая отсутствует в 1204 г.. |
| Provintia Tharsie, Plusiade, et Metavolis cum Servochoriis, et cum omnibus, que sub ipsis. | провинции Тарсия, Плусиас и Метабола, а также Сервохория и зависимые от них территории. | Латинская империя | Север Малой Азии | Тарсия, на восточном берегу Сангария, и Метабола, вероятно, к югу от озера Сапанджа, исторически принадлежали ферме Оптиматы, тогда как Плусиас — феме Букеллариев.. |
| Provintia Paflagonie et Vucellarii. | провинции Пафлагония и Букеларии | Латинская империя | Север Малой Азии | Фема Буккеларии была основана ок. 768 г., Пафлагония — ок. нач. IX в. Вполне вероятно, что в оборонительных целях фемы были административно объединены — неясно, когда и как долго, что является повторяющейся практикой в византийской истории.. |
| Provintia Oenoei et Sinopii et Pabrei. | Оэное, Синоп и Паврае | Латинская империя | Север Малой Азии | Эти три важных прибрежных города, ранее входившие в состав фемы Армениакон, часто упоминаются в связи с набегами сельджуков в XII в.. |
| Mitilini. | остров Лесбос | Латинская империя | Эгейские острова | |
| Limni cum Skiro, et que sunt infra Avidum insule, scilicet Priconiso et cetera, cum Strovilo. | the islands of Lemnos and Skyros, and the islands this side of Abydos (i.e., in the Sea of Marmara), namely Proconnesus and the others, with Strobilos                                            | Латинская империя | Эгейские острова и Мраморное море | |
| Samos et Tinos cum Samandrakio. | острова Самос, Тинос, Самотраки | Латинская империя | Эгейские острова | |
| Provintia de Pilon, de Pithion, de Keramon. | the province of Pylae, Pythia, and Kerama | Латинская империя | Малая Азия | In the 1198 chrysobull, the episkepsis of Pylae and Pythia is mentioned, formerly part of the theme of the Optimatoi. The identity and location of Kerama is unknown, unless it is a misspelling for Germia, attested as a toponym in the area of Mysia. |
| Provintia Malagini. | the province of Malagina | Латинская империя | Север Малой Азии | Malagina was the first army assembly point and camp (aplekton) for imperial expeditions in Asia Minor, and the site of major imperial horse farms. It was raised to a distinct administrative unit under the Komnenian emperors, due to its importance and exposure to Turkish raids. |
| Provintia Achirai. | провинция Ахираус | Латинская империя | Западная Малая Азия | Провинция упоминается в хрисовуле 1198 г. и Partitio, возможно занимала север фемы Фракия. |
| Provintia Adramitii, de Chilariis et de Pergamis. | the province of Adramyttium, Chliara, and Pergamon | Латинская империя | Западная Малая Азия | According to Niketas Choniates, the theme of Neokastra originally encompassed the cities of Adramyttium, Chliara, and Pergamon, after they were refortified by Manuel I Komnenos. However, these cities are mentioned separately from the province both in the 1198 chrysobull and in the Partitio. Helene Ahrweiler interpreted the evidence to suggest that Neokastra did indeed originally encompass the three cities, but that in 1198 Adramyttion may have formed a separate district, and that the separation between the cities and the province evidenced in the Partitio was the result of a copyist’s error. |
| Provintia Neocastron. | провинция Неокастра | Латинская империя | Западная Малая Азия | According to Niketas Choniates, the theme of Neokastra originally encompassed the cities of Adramyttium, Chliara, and Pergamon, after they were refortified by Manuel I Komnenos. However, these cities are mentioned separately from the province both in the 1198 chrysobull and in the Partitio. Helene Ahrweiler interpreted the evidence to suggest that Neokastra did indeed originally encompass the three cities, but that in 1198 Adramyttion may have formed a separate district, and that the separation between the cities and the province evidenced in the Partitio was the result of a copyist’s error. |
| Provintia Milasi et Melanudi. | the province of Mylasa and Melanoudion | Латинская империя | Западная Малая Азия | |
| Provintia Laodikie et Meandri, cum pertinentia Sampson et Samakii, cum Contostephanatis, cum Camizatis et ceteris atque Chio. | провинция Лаодикея и Меандр, с округами Сампсон и Самакион, с поместьями Контостефанов и Камитцев и другими местами, вроде Хиоса                                                                  | Латинская империя | Западная Малая Азия и Эгейские острова | Some scholars, including Carile, emend «Samakii» to «ta Malachii», identifying it with the Byzantine village of Malachiou (possibly modern Atburgazı) near Mycale, but as Peter Thonemann points out, the locality of Samakion is mentioned in the Life of St. Lazaros of Galesion. |
| Provintia micra et megali Brissi. | the province of Little and Great Brysis | Крестоносцы       | Восточная Фракия | |
| Pertinentia Gehenna. | the episkepsis of Gehenna | Крестоносцы       | Восточная Фракия | |
| Civitas Panfili, cum omnibus, que sub ipsa. | город Памфил с зависимыми поселениями | Крестоносцы       | Восточная Фракия | |
| Pertinentia Culi. | эпискепсис Куле | Крестоносцы       | Восточная Фракия | Упоминается Анной Комниной, лежало к востоку от Памфилы. |
| Civitas Apri, cum omnibus, que sub ipsa. | город Апрос с зависимыми поселениями | Крестоносцы       | Восточная Фракия | |
| Didimochium, cum omnibus, que sub ipsa. | город Дидимотихон с зависимыми поселениями | Крестоносцы       | Восточная Фракия | |
| Pertinentia de Kipsali/Cypsellam. | эпискепсис Кипсела | Крестоносцы       | Восточная Фракия | |
| Pertinentia de Garelli. | эпискепсис Гарелла | Крестоносцы       | Восточная Фракия | |
| Pertinentia de Lebuecho/Lebucto. | эпискепсис Кедуктос | Крестоносцы       | Восточная Фракия | Тафель и Томас предложили исправление «Ceducto», то есть равнине Кедуктос. |
| Pertinentia de Bira. | эпискепсис Вира | Крестоносцы       | Восточная Фракия | Бера был в основном известен основанным севастократором Исааком Комнином монастырем Богородицы Космосотейры; в описании времён 1150-х гг. отмечается отсутствие жителей и домов. |
| Pertinentia Macri et Traianopoli, cum casali de Brachon. | the episkepsis of Makri and Trajanopolis, with the settlement of Brachon | Крестоносцы       | Восточная Фракия | The area traditionally belonged to the theme of Macedonia, with Makri lying at the boundary with the theme of Boleron to the west. Brachon is otherwise unknown; as a misreading of «Blachon», it may refer to the Monastery of the Saviour «of Blachon» near Ainos). |
| Pertinentia Scifis et Pagadi, cum omnibus, que sub ipsa. | the episkepsis of «Scifis» and «Pagadi» with its dependencies | Крестоносцы       | Восточная Фракия | The identification of Scifis and Pagadi (probably from πηγάδι, «well») is disputed. Tafel and others equated Scifis with Tzympe, which then would locate Pagadi between Tzympe and Madytos, while others suggest locating both on the eastern bank of the lower Maritsa river near Ainos. Zakythinos proposed an identification of Scifis with the «village of Sophous» attested in the typikon of the Theotokos Kosmosoteira Monastery. |
| Pertinentia Maditi, cum omnibus, que sub ipsa. | the episkepsis of Madytos with its dependencies | Крестоносцы       | Фракийский Херсонес | |
| Icalotichas, cum omnibus, que sub ipsa, i.e. Anafartus, Tinsaccos, Iplagia, Potamia et Aacros/Aatios, cum omnibus, que sub ipsa. | Koila Teichos with its dependencies: Anaphartos, Tinsakkos, Plagia, Potamia, and Aatios or Aacros                                                                                                 | Крестоносцы       | Thracian Chersonese | Koila Teichos is most likely identifiable with the Long Wall running at the base of the Thracian Chersonese at Agora. Zakythinos proposed an identification with the Anastasian Wall, but this does not fit the geography. The exact identity or locations of Tinsakkos, Potamia, and Aacros/Aatios are unknown, but lay on the Chersonese, just as the remaining locations. |
| Pertinentia de Phitoto/Plit[h]oto. | the episkepsis of «P[l]ithoto» | Крестоносцы       | Восточная Фракия | Exact location unknown, possibly identical with Polyboton near modern Keşan. |
| Pertinentia de Galanatom. | эпискепсис Галатария | Крестоносцы       | Восточная Фракия? | Расположение неизвестно, возможно город и епископство около Каллиполиса. |
| Molinoto/Moliboton. | город Молиното/Молиботон | Крестоносцы       | Восточная Фракия? | Расположение неизвестно, вероятно, на Фракийском Херсонесе; более ранние предположения отождествляли его с Полиботоном или небольшим монастырем Святого Николая возле Золотые ворота, но jyb не соответствуют контексту. |
| Pertinentia de Jalocastelli/Hyalo Castelli. | эпискепсис Хиелокасстелион | Крестоносцы       | Фракийский Херсонес? | Слово Ὑελοκαστέλλιον означает «стеклянный замок». Расположение неизвестно, но упоминается как прибрежное место во время восстания Андроника Лапарда в 1183 г.. Скорее всего было во Фракийском Херсонесе. |
| Pertinentia Sirolefki/Sitoleuchi. | the episkepsis of «Sirolefki» | Крестоносцы       | Восточная Фракия | Tafel and Thomas suggested an identification with Silta near Selymbria, but this does not fit the geographical context, which suggests proximity to Ainos. |
| Catepanikium de Eno, cum apothikis. | the katepanikion of Ainos, along with its warehouses | Крестоносцы       | Восточная Фракия | The warehouses denoted the public warehouses (analogous to the old Roman horrea), managed by the fisc. |
| Catepanikium de Russa, cum omnibus, que sub ipsa. | the katepanikion of Rusion, with its dependencies | Крестоносцы       | Восточная Фракия | |
| Pertinentia de Ag[r]iovivario. | the episkepsis of Hagios Bibarios | Крестоносцы       | Восточная Фракия | The name probably derives from agrion bibarion, «wild fish-lake», indicating a location at or near the modern Lake Gala National Park. |
| Provintia Vardarii. | провинции на реке Вардар | Крестоносцы       | Западная Македония | Не упоминается в других источниках. Согласно Закитину, по-видимому, связана с поселившихся в этом районе в предыдущие века вардариотами. |
| Provintia Verye, cum cartularatis tam Dobrochubisti, quam et Sthlanitza. | the province of Veroia with the chartoularata of Dobrochoubista and Sthlanitsa | Крестоносцы       | Western Macedonia | Tafel and Thomas suggested emending Dobrochubista to Drogubitia, and were followed by some other scholars, but the district is well attested elsewhere, including in the 1198 chrysobull. Sthlanitsa is likewise attested by Anna Komnene and Theophylact of Ohrid. |
| Pertinentia Girocomion. | the episkepsis allotted to the upkeep of the old-age care homes | Крестоносцы       | Западная Македония | |
| Pertinentia Platamonos. | the episkepsis of Platamon | Крестоносцы       | Западная Македония/Фессалия | |
| Pertinentia Moliscu et Moglenon. | the episkepsis of Moliskos and Moglena | Крестоносцы       | Западная Македония | |
| Pertinentia Prilapi et Pelagonie cum Stano. | the province of Prilapos and Pelagonia with Stanos | Крестоносцы       | Западная Македония | Stanos as a toponym is well attested and mentioned frequently along with Pelagonia, Prilapos, Soskos, and Moliskos. |
| Presepe et Dodecanisos. | the province of Prespes and the Cyclades | Крестоносцы       | Западная Македония и Эгейские острова | The term «Dodekanesos» («Twelve Islands») first appears in Byzantine sources in the 8th century as a naval command encompassing the southern Aegean Sea. The term remained in use throughout the medieval period for the Cyclades, and only in the 19th/20th centuries became transferred to the modern Dodecanese. Its placement in the text is unusual, lying between areas of continental Greece; perhaps the result of a scribal error or, according to Jean Longnon, a result of a trade, whereby Ostrovos, originally claimed by the Crusaders, and the Cyclades, claimed by Venice, were exchanged (apart from Andros and Tinos), thus explaining the unexpected placement of both entries in the text of the treaty.                                |
| Orion Larisse. | the horion of Larissa | Крестоносцы       | Фессалия | |
| Provintia Blachie cum personalibus et monasterialibus in eis existentibus. | the province of Vlachia with the private and monastic properties existing in it | Крестоносцы       | Фессалия | |
| Provintia Servion. | the province of Servia | Крестоносцы       | Западная Македония | |
| Provintia Castorie et provintia Deavoleos. | the province of Kastoria and the province of Deabolis | Крестоносцы       | Западная Македония | |
| Pertinentia Imperatricis, scilicet Vesna, Fersala, Domocos, Revenica, duo Almiri, cum Demetriadi. | the episkepsis of the Empress, namely Vesaina, Pharsala, Domokos, Grebenika or Rebenika, the two Halmyroi, with Demetrias                                                                         | Крестоносцы       | Фессалия | The Empress is probably Euphrosyne Doukaina Kamatera, wife of Alexios III. Grebenika or Rebenika is probably a location at or near the river Rebenikos, originating in the Cynoscephalae Hills in northern Thessaly.) |
| Pertinentia Neopatron. | эписекпсис Неопатр | Крестоносцы       | Фессалия | Ранее не упоминавшийся административное подразделение. |
| Provintia Velechative/Velicati. | провинция Велечатива | Крестоносцы       | Фессалия | Упоминается в хризобулле 1198 г., условно отождествляется с районом расселения велегезитов близ Деметриады и Фив Фтиотидских. Закитин предлагает дополнительную идентификацию с топонимом «Левачата», засвидетельствованным в 1289 г. близ Гальмироса. |
| Pertinentia Petritoniclis/Petrion Vietts/videlicet. Dipotamon. Cala[n]con/Talantum. | эпискепсис Петраи, а именно Дипотамона и Аталанти | Крестоносцы       | Фессалия | Тафель и Томас исправляют начало на «Петрион. Келлии», отождествляя первое с монастырем Неа Петра, а второе с областью на горе Оса, упомянутой Анной Комниной. Закитин отклонил это прочтение в пользу videlicet («а именно») рукописи Амброзиана I. The location of Petrai (plural) is unknown. «Дипотамон» (Διπόταμον, «Two Rivers») может быть расположен между реками Пиньос и Рабеникос в северной Фессалии и, возможно, отождествляться с kleisoura (ущельем) Либотаниона, известным со времен Алексея I Комнина. Тафель и Томас идентифицируют Калакон как родительный падеж Галазы, викарное епископство метрополии Неопатры, в то время как Закитинос предлагает либо чтение Каламос, либо, из варианта «Талантум» в Codex Sancti Marci, Аталанди. |
| Pazi/Pazima et Radovisidon, et orium Athenarum, cum pertinentia Megarum. | Паци/Пацима и Радобисдион, и хорион Афин с эпискепсисом Мегар. | Крестоносцы       | Фессалия и Аттика | Идентичность и месторасположение Паци/Пацимы неизвестно. Тафель и Фома предполагают город и епископство Стаги в Фессалии, тогда как Кариле предложил епископство Пацуна, известное только как викарное епископство Ларисской митрополии. |

## Значимость
Поскольку разделение было основано на ныне утерянных документах и налоговых регистрах византийской имперской канцелярии, а также на хризобулле Алексиоса III 1198 года, Partitio Romaniae является важным документом для административного деления Византийской империи и поместий различных византийских магнатских семей ок. 1203 года.

## Комментарии
1. ↑  On the meaning of Romania, an ambiguous term, see '"`UNIQ--templatestyles-00000003-QINU`"'Wolff, R.L. (1948). Romania: The Latin Empire of Constantinople. Speculum. 23 (1): 1–34. doi:10.2307/2853672. JSTOR 2853672.
2. ↑  The equivalent Byzantine administrative terms would be polis ("city") or kastron ("fortress")'"`UNIQ--ref-0000001C-QINU`"'.
3. ↑  The Latin term pertinentia is an equivalent to the Byzantine fiscal district of episkepsis, usually pertaining to imperial, monastic, or private estates'"`UNIQ--ref-0000001F-QINU`"''"`UNIQ--ref-00000021-QINU`"'.
4. ↑  The term casale could be equated either with chorion ("village") or proasteion ("landed estate")'"`UNIQ--ref-00000046-QINU`"'.
5. ↑  A type of subdivision of a theme that appears in the late 12th century exclusively in southern Greece'"`UNIQ--ref-000000A2-QINU`"''"`UNIQ--ref-000000A4-QINU`"'.
6. ↑  A chartoularaton was a special type of fiscal and administrative district, placed under a chartoularios, apparently corresponding with areas of Slavic settlement'"`UNIQ--ref-000000B9-QINU`"'.